# Witold Wyszyński
Witold Wyszyński (ur. 3 maja 1901, zm. 1983) – polski działacz niepodległościowy i społeczny, dyplomata, podczas II wojny światowej radca w Londynie, po wojnie chargé d’affaires w Rzymie, jeden z czołowych polskich alpinistów.

## Życiorys
Uczył się w szkole realnej Wróblewskiego w Warszawie, będąc uczniem tego gimnazjum już wiosną 1918 roku działał w młodzieżowych ideowych organizacjach niepodległościowych (m.in. w Organizacji Młodzieży Narodowej, do końca 1919 roku był przewodniczącym zarządu głównego OMN Szkół Średnich, później działał w OMN Szkół Wyższych, od 1920 roku był już wiceprzewodniczącym grupy warszawskiej OMN, w latach 1922–1923 był przewodniczącym grupy warszawskiej OMN, w 1923 roku był członkiem Komitetu Wykonawczego OMN, do 1926 roku był przewodniczącym OMN, co najmniej od 1920 roku był również członkiem Związku Młodzieży Polskiej „Zet”, w 1921 roku był zastępcą przewodniczącego grupy warszawskiej „Zet”-u, w 1922 roku był członkiem Koła Braterskiego „Zet”, a w latach 1923–1926 był sekretarzem generalnym jego Centralizacji). Działał również w organizacjach szkolnych i studenckich (m.in. w Związku Stowarzyszeń Uczniowskich, w Radzie Międzyszkolnej, Centralnym Komitecie Akademickim, którego prezesem był w 1924 roku). Należał również do Związku Patriotycznego. Od 1924 roku był członkiem Narodowej Partii Robotniczej. W 1924 roku mieszkał przy ul. Chmielnej 57 w Warszawie.

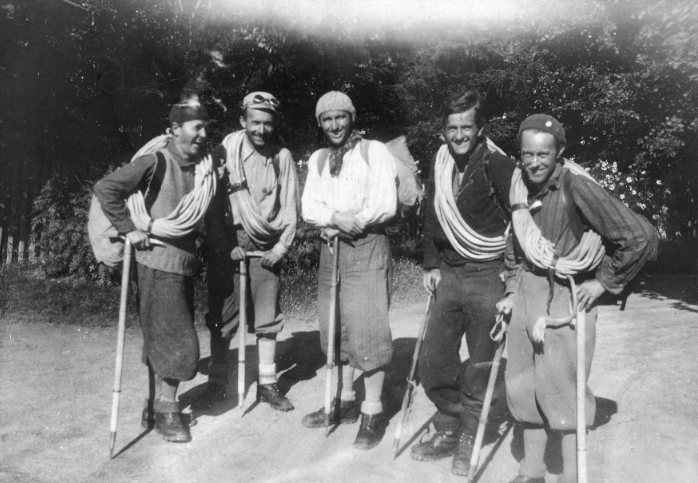
Wyprawa wysokogórska w Alpach francuskich. Stoją od lewej: Jan Alfred Szczepański, Konstanty Narkiewicz-Jodko, Witold Wyszyński, Jerzy Golcz i Jan Dorawski (wrzesień 1931, Chamonix)

Od około 1930 roku pracował w Ministerstwie Spraw Zagranicznych, w dyplomacji, m.in. od 15 września 1931 roku do 15 stycznia 1932 roku w konsulacie w Lyonie, od 1932 roku do 31 marca 1935 roku i po krótkim pobycie w Warszawie, ponownie, do ok. 1937 roku na placówce w Paryżu, w Moskwie od 1 maja 1938 roku do 1939 roku. Podczas wojny pracował jako naczelnik Wydziału Wschodniego w Ministerstwie Informacji i Dokumentacji polskiego rządu w Londynie, po wojnie – jako chargé d’affaires w Rzymie, będąc zastępcą ambasadora Stanisława Kota.
W 1947 roku po sfałszowaniu wyborów do Sejmu w 1947 roku pozostał we Włoszech.
Był jednym z czołowych polskich taterników i alpinistów okresu międzywojennego. W latach 20. każdą wolną chwilę spędzał w Tatrach, w latach 30. – w Alpach francuskich, m.in. wspinał się w grupie górskiej Écrins w Alpach Delfinackich, dokonując m.in. pierwszych wejść szczytowych na Pointe des Frères Chamois i na Tour Tatra (23 czerwca 1931 roku, w towarzystwie Jerzego Golcza).
W sierpniu 1937 roku ożenił się w Paryżu z Zofią Soplicą.